# Divisão Misantrópica
A Divisão Misantrópica (inglês: Misanthropic Division; alemão: Menschenhassende Einheit ; ucraniano: Мізантропік Дівіжн ou Mizantropik Divizhn), também conhecida como Divisão Phoenix desde 2016, é uma organização extremista de direita que surgiu na Ucrânia. Ela luta pela independência da Ucrânia - tanto da Rússia quanto da União Europeia - com o objetivo de estabelecer um Estado nazista.
Serve como uma unidade de combate no Regimento Azov no leste da Ucrânia contra os separatistas pró-Rússia. Seus membros são considerados racistas e violentos. Eles glorificam o nacional-socialismo e as Waffen-SS, entre outros. A  Anistia Internacional os acusa de graves violações de direitos humanos. A divisão mantém redes na Europa, Estados Unidos, Canadá, América do Sul e Austrália, que também são usadas para treinar e recrutar lutadores.
Em um vídeo, supostos membros da divisão reivindicam a responsabilidade pelo assassinato do líder da milícia russa Arsen Pavlov, que morreu quando um artefato explosivo explodiu no elevador de seu prédio em outubro de 2016. No entanto, a autenticidade do vídeo não é clara.
Segundo pesquisa da revista Belltower.News, a Divisão Misantrópica recruta membros da cena internacional do Black Metal nacional-socialista. O neo-nazi Hendrik Möbus, condenado por assassinato, Alexey Levkin, cantor da banda M8l8th e organizador do festival NSBM Åsgårdsrei, assim como Famine, cantor da banda francesa de black metal Peste Noire, dizem estar ligados. Existem outras ligações com o movimento identitário e o partido alemão de extrema-direita Der III. Weg. O lema Rausch der Misanthropie (Intoxicação da Misantropia) remonta a um álbum da banda Branikald, que, como o M8l8th, vem da cena russa NSBM.
De acordo com o The Intercept, a partir de 2022 o status do grupo não é claro, afirmando que "é difícil dizer o quão real é e o tamanho".

## Atividades

Bandeira da Divisão Misantrópica, com seu lema "Töten für Wotan" (Matar por Odin) e dois Totenköpfe.

O site de notícias ucraniano zaxid.net afirmou em 2016 que a Divisão Misantrópica possui cerca de 500-600 apoiadores na Ucrânia, cerca de 1/3 dos quais estão participando ativamente do combate em Donbas. O grupo também desenvolveu filiais em vários outros países, incluindo Alemanha, República Tcheca, Espanha, Portugal, Estados Unidos e Bielorrússia.
Dentro da Ucrânia, desde 2016 existem laços com o Regimento Azov, mas as relações com o Setor Direito decaíram com o tempo, com a divisão Misantrópica acusando-os de "colaboração judaica". A Euromaidan Press relata que eles também os criticaram por aceitar os tártaros da Criméia, que eles declaram ser "elementos racialmente estranhos" à Ucrânia. Eles também mantiveram conexões estreitas com outras organizações de extrema direita em todo o mundo, incluindo o partido alemão Third Way, o italiano CasaPound e o britânico National Action.
De acordo com o think tank russo SOVA Center, no início de 2016 o grupo anunciou sua rescisão, mas no final de agosto anunciou seu renascimento. A SOVA informou que em 2017 havia "várias organizações e células autônomas" por trás da marca Misanthropic Division.
A Divisão Misantrópica foi classificada pela Rússia como um grupo extremista em 2015 e, em 2016, foi relatado que um membro do grupo havia sido acusado na Rússia e que buscas estavam sendo realizadas por outros membros do grupo.
Eles assumiram a responsabilidade por vários confrontos com ativistas LGBT na cidade de Lviv.
Em outubro de 2019, um novo partido político denominado "Sociedade do Futuro" foi criado a partir do grupo S14. Segundo o co-fundador este partido foi um projeto de vários grupos da Ucrânia, entre eles "Phoenix".

## Atuação no Brasil
Em 2016, Polícia Civil deflagrou uma operação em sete cidades do Rio Grande do Sul contra grupos neonazistas gaúchos, uma célula do Batalhão de Azov, que estariam sendo recrutados para participarem da guerra civil na Ucrânia por meio da organização paramilitar nazista chamada Misanthropic Division.

## Literatura
- Andrey V. Ivanov, Timur Z. Mansurov: Fenômeno da Divisão Misantrópica como Membro dos Recursos Virtuais da Internet-Espaço. In: As Ciências Sociais. fita 10, nº. 7, 2015, pág. 1773–1776, doi: 10.3923/science.2015.1773.1776.